# Knud Kristensen
Knud Kristensen (26. října 1880 – 28. září 1962) byl dánský politik. V letech 1945–1947 byl premiérem Dánska, stál v čele prvního poválečného kabinetu vzešlého z voleb. V letech 1940-1942 a roku 1945 byl ministrem vnitra. Byl představitelem strany Venstre, která měla agrárnické kořeny (sám Kristensen byl původně farmář), avšak ve 20. století se stala stranou spíše liberálně-sociální orientace (překlad názvu – "levice" – je matoucí, protože vznikl v době, kdy v 19. století stála strana nalevo od aristokratické pravice – Højre). Kristensen stál v čele této strany v letech 1941–1949. Byl prvním premiérem za tuto stranu od roku 1929. Roku 1953 založil novou stranu De Uafhængige (Nezávislí).